# Torrent de Bernils

El Torrent de Bernils, respecte del terme de Castellcir

El torrent de Bernils és un torrent que discorre pels termes municipals de Sant Quirze Safaja i de Castellcir, a la comarca del Moianès.
És al sector septentrional del terme de Sant Quirze Safaja i a l'oriental del de Castellcir. Es forma a la Serra de Bernils, a prop i al sud-oest de la masia de Barnils, al nord-oest dels Camps de Bernils i a tocar del Camí de Bernils, des d'on davalla cap al nord-oest per anar girant gradualment cap a l'oest. Passa a migdia de la Solella del Bosc i pel nord de la masia del Bosc. Al cap de poc s'aboca en el torrent del Bosc.
A la seva dreta, a la part alta del torrent, hi ha el Roure Gros del Bosc.